# 伊日娜·卡德莱佐娃
伊日娜·卡德莱佐娃（捷克語：Jiřina Kadlecová，1948年6月1日—），捷克女子曲棍球运动员。她曾代表捷克斯洛伐克国家队参加1980年夏季奥林匹克运动会曲棍球比赛，获得一枚银牌。